# Bobasatraniiformes
Bobasatraniiformes è un ordine estinto di pesci ossei attinotterigi, vissuto tra il Permiano superiore e il Triassico medio, in ambienti sia marini sia d'acqua dolce. L'ordine comprende due famiglie: i Bobasatraniidae, con i generi Bobasatrania, Ebenaqua ed Ecrinesomus, e i Dorypteridae, che includono solo il genere Dorypterus. I fossili dei Bobasatraniiformes sono stati ritrovati in quasi tutto il mondo: Africa (Madagascar), Asia (Pakistan), Australia, Europa e Nord America.

## Descrizione
La maggior parte delle specie erano di piccole dimensioni (fino a circa 25 centimetri), ma alcune specie di Bobasatrania potevano superare il metro di lunghezza. Questi pesci avevano un corpo alto e compresso lateralmente, pinna caudale eterocerca, e spesso mancavano di pinne pelviche (assenti in Dorypterus, molto piccole in Ebenaqua). Le pinne dorsale e anale erano spesso allungate (quella dorsale era particolarmente sviluppata in Dorypterus). Il corpo era coperto da scaglie rombiche (ma le scaglie erano ridotte in Dorypterus). Le ossa mascellari erano prive di denti: al loro posto vi erano robuste placche dentarie utilizzate per frantumare prede con conchiglia, simili agli attuali Osteoglossomorpha (Teleostei).

## Classificazione
Le relazioni filogenetiche dei Bobasatraniiformes con gli altri attinotterigi non sono ben comprese, ma sono generalmente considerati esterni ai Neopterygii. Inizialmente inclusi tra i platisomoidi (superficialmente simili), i Bobasatraniiformes sono stati poi considerati un ordine a sé stante.
I Bobasatraniiformes furono tra i gruppi sopravvissuti all'estinzione di massa del Permiano-Triassico.

### Sistematica
- Ordine †Bobasatraniiformes Berg, 1940
  - Famiglia †Bobasatraniidae Stensiö, 1932
    - Genere †Bobasatrania White, 1932 [†Haywardia, †Lambeichthys]
      - †B. antiqua (Accordi, 1955)
      - †B. canadensis (Lambe, 1914)
      - †B. ceresiensis Bürgin, 1992
      - †B. groenlandica Stensiö, 1932
      - †B. ladina (Accordi, 1955)
      - †B. mahavavica White, 1932 (specie tipo)
      - †B. nathorsti (Stensiö, 1921)
      - †B. scutata (Gervais, 1852)

    - Genere †Ebenaqua Campbell & Phuoc, 1983
      - †E. ritchiei (specie tipo)

    - Genere †Ecrinesomus Woodward, 1910
      - †E. dixoni (specie tipo)

  - Famiglia †Dorypteridae Cope, 1877
    - Genere †Dorypterus Germar, 1842
      - †D. hoffmanni (specie tipo)
      - †D. althausi (Münster, 1842)